# 会式試作爆撃機
会式試作爆撃機（かいしきしさくばくげきき）は、大日本帝国陸軍が計画した爆撃機。陸軍が計画した初の国産爆撃機である。

## 概要
臨時軍用気球研究会の沢田秀中尉は、自ら基礎設計を行った大型爆撃機の試作を発案し、沢田中尉が会式七号小型飛行機の墜落事故で殉職した後の1918年（大正7年）初頭に、陸軍東京砲兵工廠の協力を受けながら機体の制作が開始された。しかし、同年7月に計画は中止され、東京砲兵工廠で機体の一部が組み立てられたのみに終わった。
機体は双胴の大型複葉機で、エンジンは操縦席がある中央胴体の後部に推進式に1基、双胴の前部に牽引式に1基ずつ、計3基を装備する。全体的な形状はカプロニ製の爆撃機に類似していた。

## 諸元（計画値）
- 全幅：21.00 m
- 全備重量：3,000 kg
- エンジン：東京砲兵工廠 ダイムラー式 水冷直列6気筒ガソリン（最大110 hp） × 3
- 最大速度：129 km/h
- 航続時間：6時間